# 11108 Hachimantai
11108 Hachimantai eller 1995 UJ6 är en asteroid i huvudbältet som upptäcktes den 27 oktober 1995 av den japanska astronomen Takao Kobayashi vid Ōizumi-observatoriet. Den är uppkallad efter den japanska berget Hachimantai.
Asteroiden har en diameter på ungefär 8 kilometer och den tillhör asteroidgruppen Eos.